# Wykres wskazowy

Przykładowy szeregowy układ RLC i odpowiadający mu wykres wskazowy

Związek pomiędzy liczbą zespoloną i wskazem

Wykres wskazowy, wskaz, fazor, strzałka fazowa lub wykres wektorowy – wektorowe przedstawienie sygnału sinusoidalnego szeroko stosowane w elektrotechnice. Analiza przy pomocy wskazów jest możliwa dla obwodów, w których obecna jest tylko jedna wartość częstotliwości i w których wszystkie sygnały mogą zostać uznane za sinusoidalnie zmienne.
Długość wskazu odpowiada amplitudzie przebiegu sinusoidalnie zmiennego, a jego położenie kątowe reprezentuje przesunięcie fazowe. Złożenie wskazów danego obwodu na jednej płaszczyźnie pozwala na wyznaczenie amplitudy – napięcia, lub prądu – i fazy dowolnej części układu (przy znajomości innych parametrów).
Wszystkie wskazy na wykresie wskazowym są odwzorowane dla tej samej określonej chwili w stanie ustalonym (np. dla czasu t = 0). Analiza przy pomocy wskazów jest związana z analizą przy użyciu liczb zespolonych, ponieważ długość wskazu odpowiada modułowi liczby zespolonej, a położenie kątowe – jej argumentowi.
Przy wykonywaniu wykresu wskazowego przyjmuje się, że dla opornika faza prądu jest zgodna z fazą napięcia, dlatego też wskazy są równoległe i mają taki sam zwrot. Ma to znaczenie, ponieważ w innych metodach analizy, np. w definicji oczka obwodu w drugim prawie Kirchhoffa spadek napięcia na oporniku jest odwzorowywany ze zwrotem przeciwnym do zwrotu prądu. Dlatego też, przy sporządzaniu wykresu wskazowego dla takiego oczka obwodu, należy pamiętać o odpowiednim przyjęciu wzajemnych zwrotów prądów i spadków napięć.
Napięcie na cewce zawsze wyprzedza w fazie prąd o 90°, natomiast napięcie na kondensatorze jest opóźnione o 90° do prądu płynącego przez niego. W zapamiętaniu tej reguły, wynikającej z podstawowych praw fizyki opisujących obwód elektryczny, pomocna jest mnemotechniczna reguła CIUL. Na kondensatorze C prąd I wyprzedza napięcie U, czytając od drugiej strony, na cewce L napięcie U wyprzedza prąd I.